# Port-le-Grand
Port-le-Grand là một thị trấn ở tỉnh Somme trong vùng Hauts-de-France, Pháp.
Port-le-Grand is Xã này tọa lạc trên đường D40, khoảng 5 dặm Anh về phía tây bắc của Abbeville.

## Dân số
| 1962                                                           | 1968 | 1975 | 1982 | 1990 | 1999 |
| -------------------------------------------------------------- | ---- | ---- | ---- | ---- | ---- |
| 258                                                            | 270  | 275  | 272  | 332  | 312  |
| Số liệu điều tra dân số từ năm 1962, dân số không tính hai lần |      |      |      |      |      |